# Kirchenprovinz Görz
Die Kirchenprovinz Görz ist eine der vier Kirchenprovinzen der Kirchenregion Triveneto der römisch-katholischen Kirche in Italien.

## Geografie
Die Kirchenprovinz erstreckt sich über die italienischen Provinzen Triest und Görz.

## Gliederung
Folgende Bistümer gehören zur Kirchenprovinz Görz:
- Metropolitanbistum: Erzbistum Görz
  - Suffraganbistum: Bistum Triest